# Superettan 2016
La Superettan 2016 è stata la 17ª edizione del secondo livello del campionato di calcio svedese nel suo formato attuale. La stagione è iniziata il 2 aprile e si è conclusa il 5 novembre 2016, prima della coda degli spareggi promozione e retrocessione. A fine stagione il Sirius, l'AFC United e l'Halmstad (dopo aver vinto lo spareggio) sono stati promossi in Allsvenskan, mentre l'Assyriska (dopo aver perso lo spareggio), il Ljungskile e l'Ängelholm sono stati retrocessi in Division 1.

## Stagione

### Novità
Le ultime due classificate della Allsvenskan 2015, Halmstad e Åtvidaberg, sono state retrocesse al posto delle promosse Jönköpings Södra e Östersund.

Dalla Division 1 sono saliti direttamente Dalkurd e Trelleborg al posto delle retrocesse Utsikten e Brommapojkarna. Inoltre, al termine del doppio confronto di promozione/retrocessione, l'Örgryte ha preso il posto del Mjällby.

### Formula
Le 16 squadre partecipanti si affrontano in un girone di andata e ritorno, per un totale di 30 giornate.

Le prime due classificate del campionato sono promosse in Allsvenskan.

La terza classificata gioca uno spareggio promozione/retrocessione contro la terzultima classificata dell'Allsvenskan.

La terzultima e la quartultima classificata giocano uno spareggio promozione/retrocessione contro le seconde classificate dei due gironi di Division 1.

Le ultime due classificate sono retrocesse direttamente in Division 1.

## Squadre partecipanti
| Club          | Città      | Stadio                   | Stagione 2015                |
| ------------- | ---------- | ------------------------ | ---------------------------- |
| AFC United    | Solna      | Skytteholms IP           | 8º posto in Superettan       |
| Assyriska     | Södertälje | Södertälje Fotbollsarena | 4º posto in Superettan       |
| Dalkurd       | Borlänge   | Domnarvsvallen           | 1º posto in Division 1 Norra |
| Degerfors     | Degerfors  | Stora Valla              | 9º posto in Superettan       |
| Frej          | Täby       | Vikingavallen            | 14º posto in Superettan      |
| GAIS          | Göteborg   | Gamla Ullevi             | 11º posto in Superettan      |
| Halmstad      | Halmstad   | Örjans Vall              | 15º posto in Allsvenskan     |
| IFK Värnamo   | Värnamo    | Finnvedsvallen           | 10º posto in Superettan      |
| Ljungskile    | Ljungskile | Uddevalla Arena          | 6º posto in Superettan       |
| Sirius        | Uppsala    | Studenternas IP          | 3º posto in Superettan       |
| Syrianska     | Södertälje | Södertälje Fotbollsarena | 7º posto in Superettan       |
| Trelleborg    | Trelleborg | Vångavallen              | 1º posto in Division 1 Södra |
| Varberg       | Varberg    | Påskbergsvallen          | 5º posto in Superettan       |
| Åtvidaberg    | Åtvidaberg | Kopparvallen             | 16º posto in Allsvenskan     |
| Ängelholms FF | Ängelholm  | Ängelholms IP            | 12º posto in Superettan      |
| Örgryte       | Göteborg   | Gamla Ullevi             | 2º posto in Division 1 Södra |

## Classifica finale
|  | Pos. | Squadra       | Pt | G  | V  | N  | P  | GF | GS | DR  |
|  | ---- | ------------- | -- | -- | -- | -- | -- | -- | -- | --- |
|  | 1.   | Sirius        | 61 | 30 | 18 | 7  | 5  | 54 | 23 | +31 |
|  | 2.   | AFC United    | 61 | 30 | 18 | 7  | 5  | 50 | 20 | +30 |
|  | 3.   | Halmstad      | 54 | 30 | 16 | 6  | 8  | 43 | 28 | +15 |
|  | 4.   | Dalkurd       | 53 | 30 | 14 | 11 | 5  | 41 | 24 | +17 |
|  | 5.   | Varberg       | 48 | 30 | 14 | 6  | 10 | 33 | 37 | -4  |
|  | 6.   | Åtvidaberg    | 44 | 30 | 13 | 5  | 12 | 53 | 53 | 0   |
|  | 7.   | Trelleborg    | 40 | 30 | 10 | 10 | 10 | 39 | 35 | +4  |
|  | 8.   | GAIS          | 39 | 30 | 9  | 12 | 9  | 45 | 36 | +9  |
|  | 9.   | Örgryte       | 39 | 30 | 11 | 6  | 13 | 42 | 44 | -2  |
|  | 10.  | Frej          | 38 | 30 | 9  | 11 | 10 | 38 | 42 | -4  |
|  | 11.  | IFK Värnamo   | 35 | 30 | 8  | 11 | 11 | 35 | 40 | -5  |
|  | 12.  | Degerfors     | 33 | 30 | 8  | 9  | 13 | 34 | 54 | -20 |
|  | 13.  | Syrianska     | 32 | 30 | 7  | 11 | 12 | 26 | 37 | -11 |
|  | 14.  | Assyriska     | 28 | 30 | 6  | 10 | 14 | 36 | 47 | -11 |
|  | 15.  | Ljungskile    | 26 | 30 | 6  | 8  | 16 | 34 | 48 | -14 |
|  | 16.  | Ängelholms FF | 20 | 30 | 4  | 8  | 18 | 22 | 57 | -35 |

Legenda:
      Promosse in Allsvenskan
 Ammesse agli spareggi
      Retrocesse in Division 1
Note:
Tre punti a vittoria, uno a pareggio, zero a sconfitta.

## Spareggi

### Spareggi per la Superettan 2017
|           | Risultati |           | Luogo e data                 |
| --------- | --------- | --------- | ---------------------------- |
| Norrby    | 2 - 0     | Assyriska | Borås, 9 novembre 2016       |
| Assyriska | 2 - 2     | Norrby    | Södertälje, 13 novembre 2016 |
|           |           |           |                              |
| Vasalund  | 0 - 2     | Syrianska | Solna, 13 novembre 2016      |
| Syrianska | 3 - 1     | Vasalund  | Södertälje, 16 novembre 2016 |
|           |           |           |                              |

## Statistiche

### Individuali

#### Classifica marcatori[1]
| Gol | Rigori |  | Giocatore             | Squadra                |
| --- | ------ |  | --------------------- | ---------------------- |
| 15  |        |  | Shkodran Maholli      | Åtvidaberg             |
| 14  |        |  | Dragan Kapčević       | Sirius                 |
| 13  |        |  | Alexander Ruud Tveter | Halmstad               |
| 12  | 1      |  | Marcus Pode           | Trelleborg             |
| 12  | 3      |  | Mirkan Aydın          | Dalkurd                |
| 11  |        |  | Pär Cederqvist        | IFK Värnamo            |
| 11  |        |  | Fredrik Olsson        | Halmstad               |
| 10  |        |  | Ante Björkebaum       | Sirius                 |
| 10  |        |  | Mohamed Buya Turay    | AFC United             |
| 10  |        |  | Nsima Peter           | Varberg                |
| 10  | 1      |  | Luka Mijaljevic       | GAIS                   |
| 10  | 2      |  | Oke Akpoveta          | Frej (10), Dalkurd (0) |
| 10  | 4      |  | Ammar Ahmed           | Åtvidaberg             |
| 10  | 4      |  | Sebastian Ohlsson     | Örgryte                |
| 9   |        |  | Simon Alexandersson   | Åtvidaberg             |
| 9   |        |  | William Atashkadeh    | Örgryte                |
| 9   |        |  | Luther Singh          | GAIS                   |